# هاولی (ماساچوست)
هاولی(به انگلیسی: Hawley) شهرکی در شهرستان فرانکلین ایالت ماساچوست می‌باشد که در سال ۱۷۹۲ بنیان‌گذاری شده‌است. این شهرک در سرشماری سال ۲۰۱۰ میلادی، ۳۳۷ نفر جمعیت داشته‌است.